# Cryphia dufranei
Cryphia dufranei là một loài bướm đêm trong họ Noctuidae.